# Calymnidae
De Calymnidae zijn een familie van zee-egels (Echinoidea) uit de orde Holasteroida.

## Geslachten
- Calymne Thomson, 1877
- Chelonechinus Bather, 1934 †
- Pseudoffaster Lambert, 1924 †
- Sternopatagus de Meijere, 1903